# رودولف كادارت
رودولف كادارت (بالفرنسية: Rodolphe Cadart)‏ مواليد 8 أغسطس 1978 في رانس، هو لاعب كرة مضرب فرنسي سابق بدأ مسيرته كمحترف سنة 1997 وكان يلعب باليد اليسرى. أعلى تصنيف له في الفردي كان المركز الـ 187 في سنة 1999. أعلى تصنيف له في الزوجي كان المركز الـ 221 في سنة 2004.

## النهائيات

### الزوجي: (1)
| الرقم | السنة | الدورة         | الأرضية | الشريك        | المنافس في النهائي            | النتيجة في النهائي |
| ----- | ----- | -------------- | ------- | ------------- | ----------------------------- | ------------------ |
| 1.    | 2003  | بنغالور، الهند | صلبة    | غريغوري كاراز | إيف أليجرو جان فرانسوا باشيلو | 6–4, 6–4           |

## روابط خارجية
- رودولف كادارت على موقع رابطة محترفي التنس (الإنجليزية)
- رودولف كادارت على موقع الاتحاد الدولي لكرة المضرب (الإنجليزية)
- رودولف كادارت على موقع خلاصة التنس.كوم (الإنجليزية)
- رودولف كادارت على موقع إي إس بي إن.كوم (الإنجليزية)